# Glyphesis servulus
Glyphesis servulus är en spindelart som först beskrevs av Simon 1881.  Glyphesis servulus ingår i släktet Glyphesis och familjen täckvävarspindlar. Inga underarter finns listade i Catalogue of Life.